# Alföld (folyóirat, 1945–1949)
Az Alföld c. politikai lap 1945–1949 között Gyulán jelent meg heti kétszeri alkalommal. Szerkesztője Simonyi Imre gyulai költő volt. Az I. évfolyam 1. száma 1945. február 15-én jelent meg, mint a Magyar Nemzeti Függetlenségi Front lapja. 1946. április 14-től "demokratikus politikai lap" szerepelt az újságon.
A vidéki sajtó átszervezése következtében sok kis helyi lap szűnt meg. Az Alföld (együtt a Viharsarok, az Orosházi Hírek és a Szarvasi Újság c. lapokkal) beolvadt a Viharsarok Népe c. új lapba, mely 1949. október 30-án jelent meg először. Mai utóda a Békés Megyei Hírlap.